# Réserve naturelle de Jordstøyp
La Réserve naturelle de Jordstøyp  est une aire protégée norvégienne qui est située dans le municipalité de Larvik, dans le comté de Vestfold.

## Description
La réserve naturelle de 0,845 km2 a été créée en 2002. Jordstøyp est une colline située à l'ouest de Kvelde. Du sommet, qui se trouve à 318 mètres au-dessus du niveau de la mer, il y a une bonne vue sur de grandes parties du sud du comté.

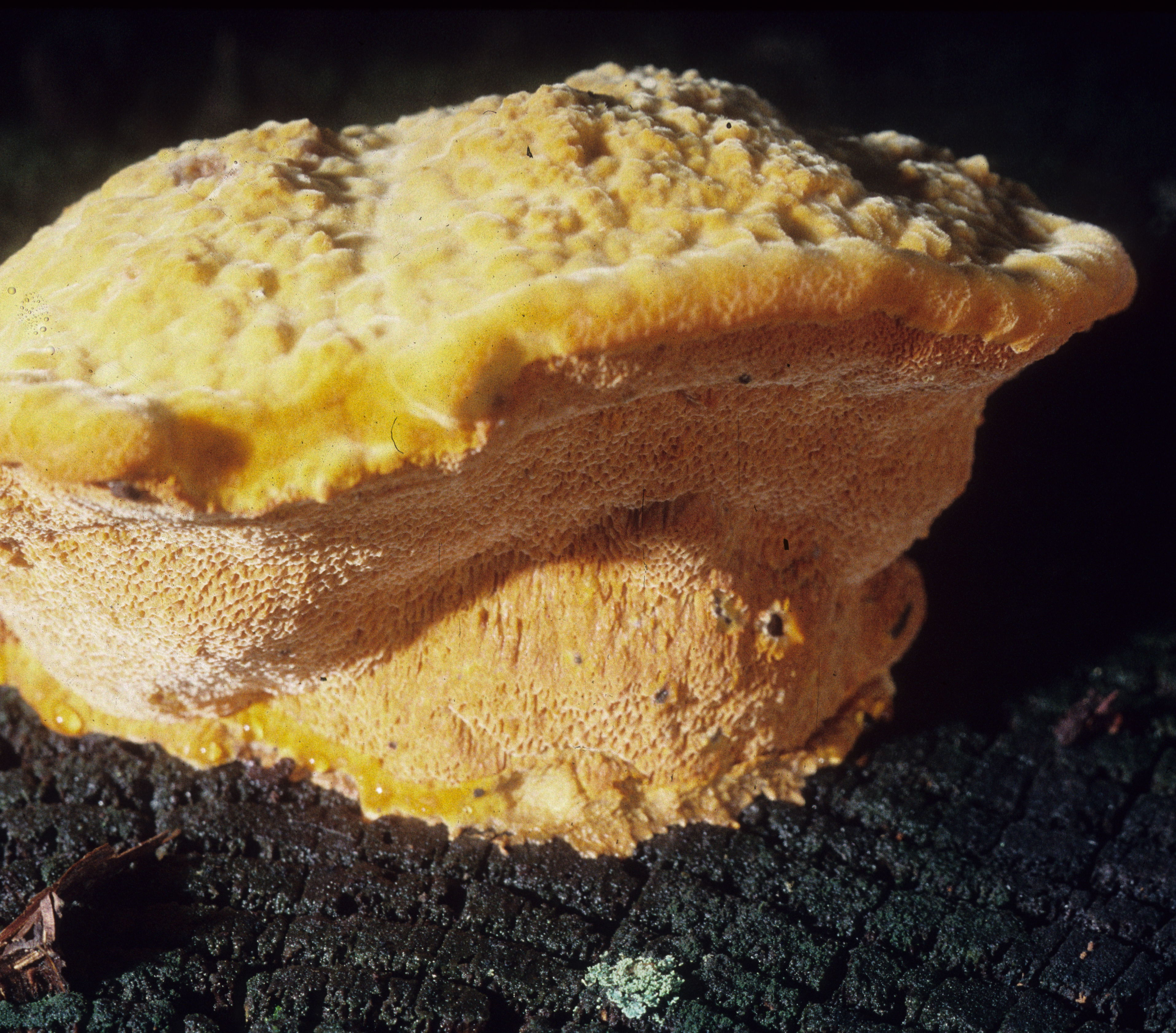
Hapalopilus croceus

Dans la réserve naturelle, se trouve le champignon polypore Hapalopilus croceus (en) le plus menacé d'Europe.
De grandes parties de Jordstøyp sont peu affectées par l'abattage et sont constituées de vieux feuillus. De nombreuses espèces sont présentes ici et ailleurs dans la région, car il y a beaucoup de bois mort.